# 第五大道长老会教堂
第五大道长老会教堂（Fifth Avenue Presbyterian Church，FAPC）是美国最大的长老会堂会之一，成立于1808年 称为柏树街长老会教堂（Cedar Street Presbyterian Church） 自1875年起坐落在曼哈顿中城的第五大道与55街转角 。
第五大道长老会教堂长期以高标准的讲道和音乐著称。
第五大道长老会教堂以其优良的音响效果，古老的煤气灯著称。该堂曾经帮助创立了普林斯顿神学院、长老会医院等。